# Barytelphusa
Barytelphusa is een geslacht van kreeftachtigen uit de klasse van de Malacostraca (hogere kreeftachtigen).

## Soorten
- Barytelphusa cunicularis (Westwood, in Sykes, 1836)
- Barytelphusa guerini (H. Milne Edwards, 1853)
- Barytelphusa jacquemontii (Rathbun, 1905)
- Barytelphusa pulvinata (Alcock, 1909)